# Paris 67 / San Francisco 68
Albums de Jimi Hendrix
Blue Wild Angel: Live at the Isle of Wight
(2002) Live at Berkeley
(2003)
Paris 67 / San Francisco 68 est un album de Jimi Hendrix sorti en 2003.

## Les titres

### Paris (Olympia): 9 octobre 1967
1. Stone Free
2. Hey Joe
3. Fire
4. Rock Me Baby
5. Red House
6. Purple Haze
7. Wild Thing

### San Francisco (Fillmore Auditorium): 4 février 1968 [Second concert]
1. Killing Floor
2. Red House
3. Catfish Blues
4. Dear Mr. Fantasy (Part 1)
5. Dear Mr. Fantasy (Part 2)
6. Purple Haze

## Les musiciens
- Jimi Hendrix : guitare, chant
- Noel Redding : basse, seconde voix
- Mitch Mitchell : batterie
- Buddy Miles : batterie sur Dear Mr. Fantasy

## Paris 67
Les sept premiers titres du sixième volume de la série initiée par Dagger Records sont issus de la performance de The Jimi Hendrix Experience à l'Olympia datant du 9 octobre 1967. Experience Hendrix LLC avait déjà publié deux extraits de ce concert en 2000 sur The Jimi Hendrix Experience Box Set.
La setlist du concert était a priori la suivante :
1. Stone Free - Paris 1967 / San Francisco 1968
2. Hey Joe - Paris 1967 / San Francisco 1968
3. Fire - Paris 1967 / San Francisco 1968
4. Catfish Blues (coupée) - The Jimi Hendrix Experience Box Set
5. The Burning of the Midnight Lamp - Inédit
6. Foxy Lady - Inédit
7. The Wind Cries Mary - The Jimi Hendrix Experience Box Set
8. Rock Me Baby - Paris 1967 / San Francisco 1968
9. Red House - Paris 1967 / San Francisco 1968
10. Purple Haze - Paris 1967 / San Francisco 1968
11. Wild Thing - Paris 1967 / San Francisco 1968

Même si l'enregistrement ne couvrait pas l'intégralité du concert, il est difficile de ne pas regretter le manque de cohérence des choix opérés en l'espèce.
Comme pour les performances des 18 octobre 1966 et 29 janvier 1968, il s'agit d'un enregistrement effectué pour le compte de l'émission Musicorama diffusée alors par Europe 1. Si la qualité audio est présente (c'est un enregistrement soundboard), le mixage effectué par Marc Exiga est par moments de mauvaise qualité : la guitare de Hendrix est totalement sous-mixée. Il est vrai que la plupart des artistes se produisant alors à l'Olympia présentaient une musique fort différente de celle de l'Experience.

## San Francisco 68
Le second concert proposé ici est celui du 4 février 1968. Les notes de pochette et le site officiel indique le Fillmore Auditorium alors que Caesar Glebbeek penche pour le Winterland.
C'est un enregistrement soundboard de très bonne qualité audio mais dont le mixage laisse parfois là encore à désirer. Plus surprenant, la guitare de Hendrix a ici un son que l'on ne retrouve nulle part ailleurs. Mais c'est peut-être tout simplement lié au fait qu'il ne jouait pas sur Marshall mais sur des amplis Fender Dual Showman lors de cette tournée américaine. Le son de Hendrix sur les blues pourrait aussi s'expliquer par le fait qu'il ne jouait pas nécessairement sur une Stratocaster. Peut-être joue-t-il de la Flying V dont il avait repeint le corps de motifs psychédéliques ? Flying V popularisée par Albert King, qui assurait à San Francisco les premières parties de l'Experience et dont le jeu a manifestement inspiré la performance de Hendrix. Sur Red House et Catfish Blues, l'influence du grand bluesman sur le jeu de Hendrix est en effet très marquée.